# Yann Millon
Yann Millon (Yvetot, 26 de marzo de 1970) es un deportista francés que compitió en duatlón. Ganó cuatro medallas en el Campeonato Mundial de Duatlón entre los años 1997 y 2000, y una medalla en el Campeonato Europeo de Duatlón de 1999.

## Palmarés internacional
| Campeonato Mundial | Campeonato Mundial             | Campeonato Mundial | Campeonato Mundial |
| Año                | Lugar                          | Medalla            | Prueba             |
| ------------------ | ------------------------------ | ------------------ | ------------------ |
| 1997               | Guernica ( España)             | Medalla de plata   | Individual         |
| 1998               | Sankt Wendel ( Alemania)       | Medalla de oro     | Individual         |
| 1999               | Huntersville ( Estados Unidos) | Medalla de oro     | Individual         |
| 2000               | Calais ( Francia)              | Medalla de plata   | Individual         |
| Campeonato Europeo |                                |                    |                    |
| Año                | Lugar                          | Medalla            | Prueba             |
| 1999               | Blumau-Neurißhof ( Austria)    | Medalla de bronce  | Individual         |